# Dzieła Augustyna z Hippony

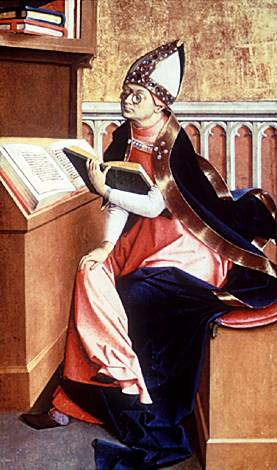
Średniowieczne przedstawienie Augustyna przy pracy pisarskiej

Dzieła Augustyna z Hippony (354-430) – chrześcijańskiego autora języka łacińskiego, doktora Kościoła. W młodości pisał w Italii, a następnie jako prezbiter i biskup w Północnej Afryce: w Hipponie i Kartaginie. W latach 80. XX w. Instytut Wydawniczy „Pax” przygotowywał projekt wydania „Dzieł Wszystkich” Augustyna w polskim tłumaczeniu. Nie doczekał się on realizacji m.in. z powodów finansowych.

## Główne działy tematyczne
Według współczesnych autorów, m.in. Bertholda Altanera i A. Stuibera, dzieła Augustyna można pogrupować w następujących działach tematycznych:

### Pisma autobiograficzne
Wyznania powstałe między 397 a 401 r., a więc w pierwszych latach biskupstwa, będące opisem jego własnej drogi duchowej. Jak zauważył John J. O’Meara książka ta nie jest dziełem autobiograficznym w ścisłym, współczesnym sensie tego słowa. Było to dzieło mające pomóc początkującym w wierze, katechumenom (por. Początkowe nauczanie religii) dostrzec działanie Boga w historii życia. Augustyn użył w niej „swego życia i wyznania wiary w Boga dla zilustrowania swej teorii człowieka” (antropologia). Augustyn opisał więc wydarzenia ze swego życia o tyle jedynie, o ile były użyteczne do tego celu.
Sprostowania – dzieło opublikowane ok. 427 r. Augustyn zawarł w niej opis napisanych do tej pory dziewięćdziesięciu dzieł, wraz z wyjaśnieniami trudniejszych fragmentów. Dzieła te liczyły w sumie dwieście trzydzieści dwie księgi. Książka ta nie uwzględnia licznych homilii i listów.

### Dialogi filozoficzne
Większość z nich Augustyn napisał w latach 386-388, mając ponad 32 lata przeżywał swe nawrócenie i chrzest w Mediolanie. Są to m.in. następujące tytuły: Przeciw akademikom, O życiu szczęśliwym, O porządku, Solilokwia, O nieśmiertelności duszy, O wielkości duszy. Polskie tłumaczenia tych dzieł ze wstępami zostały opublikowane w książce: Dialogi filozoficzne, Kraków: Znak, 1999, seria: Filozofia i Religia.

### Dzieła o tematyce antropologicznej
Znaczącym tematem w pismach Augustyna były zagadnienia antropologii filozoficznej. Poruszał je we wczesnych dialogach filozoficznych: Przeciw akademikom, O życiu szczęśliwym, O porządku, O nieśmiertelności duszy, O wolnej woli. Bardziej dojrzała refleksja w odniesieniu do teologii chrześcijańskiej, zawiera się takich dziełach jak Państwo Boże czy O Trójcy Świętej, a także w pismach skierowanych przeciw błędom manichejskim czy pelagiańskim, jak O duszy i jej pochodzeniu (De anima et eius origine; PL 44,475-548), czy O naturze dobra (De natura boni; PL 44,551-572).

### Pisma apologetyczne
Państwo Boże publikowane w latach 413-426; O herezjach (De haeresibus) zredagowane w 428 r. oraz kazanie Przeciwko Żydom (Adversus Iudaeos) wygłoszone przez Augustyna pod koniec życia.

### Dzieła polemiczne wobec manicheizmu
Poglądy Augustyna w odniesieniu do doktryn manichejskich są dostępne współcześnie dzięki zachowanym pismom przeciw-manichejskim. Augustyn napisał ich w sumie trzynaście. Według pelagianina Juliana z Eklanum, a także niektórych autorów XX w., w odniesieniu do cielesności i pożądliwości Augustyn nie uwolnił się całkowicie spod wpływu doktryny Manesa. Zarzut ten, jak wykazał m.in. N. Cipriani OSA, jest wysoce nieobiektywny i pozbawiony racjonalnych podstaw. Nawrócenie Augustyna na wiarę katolicką dokonało się poprzez przezwyciężenie materializmu i dualizmu manichejskiego - zarówno metafizycznego jak i antropologicznego.
Wśród pism anty-manichejskich Augustyna są m.in.:
- O wolnej woli (388-395 r.)
- O obyczajach Kościoła Katolickiego i obyczajach manichejczyków (387-389 r.)
- O dwóch duszach (392-393 r.)
- trzy komentarze do Księgi Rodzaju:
  - Przeciwko manichejczykom komentarz do Księgi Rodzaju[9] (388-389 r.)
  - Niedokończony komentarz słowny do Księgi Rodzaju[10] (393-394 r.)
  - Komentarz słowny do Księgi Rodzaju[11] (401-415 r.)
- O prawdziwej wierze (389-391 r.)[12]
- Przeciw Adimantowi uczniowi Maniego (394 r.); PL 42,129-172.
- Przeciw listowi Maniego, który nazywają «Listem podstawowym» (397)[13]
- Przeciw Faustusowi (398-400 r.)[14]. W księdze 19 Augustyn wyjaśniał rozumienie chrześcijańskich sakramentów w odniesieniu do obrzędów Pierwszego Przymierza. Wypowiedział m.in. następujące zdanie o ważności widzialnych znaków-sakramentów dla życia religijnego:

Ludzie nie mogą zatem zjednoczyć się pod żadną religią, czy to prawdziwą, czy fałszywą, chyba że wiąże ich jakichś rodzaj wspólnego wyróżniającego znaku lub widzialnego sakramentu; moc tych sakramentów ma niewypowiedzianą wartość i dlatego ten, kto nimi gardzi, staje się świętokradcą. W nikczemny sposób zostaje wzgardzona, ale bez niej pobożność w pełni nie może być wyrażona (Contra Faustum 19.11).

- O naturze dobra (399-405 r.)[15]
- Traktat o teologii małżeństwa pt. Wartości małżeństwa (401 r.)[16].
- Ważnym źródłem są także listy Augustyna[17].
- Przeciw Sekundynowi (po 404 r.) – Jest to ostatni wprost anty-manichejski traktat Augustyna[18].

Ponadto są dostępne zapisy polemicznych dysput, które Augustyn prowadził w Afryce północnej z manichejczykami pod koniec IV w., wśród nich:
- Sprawozdanie z dyskusji z Fortunatem (392 r.)[19]
- Przeciw Feliksowi (397-398 r.) – łacińskie wydanie w CSEL 25/2,801-852.

### Dzieła powstałe w związku z kontrowersją donatystyczną
Po powrocie do Afryki i święceniach kapłańskich (391 r.) Augustyn włączył się w działania mające zakończyć schizmę Donatyzmu. Opublikował wiele dzieł polemicznych i listów, m.in.:
- 398-400 Poemat Psalm przeciw stronnictwu Donata (Psalmus contra partem Donati)
- 400-401 O chrzcie przeciw donatystom (De baptismo contra Donatistas; CSEL 51; BA 29; PL 43:107-244)[20]
- 400-405 Przeciwko listom Petyliana (Contra litteras Petiliani; CSEL 53; BA 30 PL 43:245-383.)
- 401 Przeciwko Kreskoniuszowi uczonemu donatyście (Contra Cresconium grammaticum donatistam libri quatuor; CSEL 52; BA 31; PL 43,445-594)
- 408 List 93 Do Wincentego (Ep. 93 Ad Vincentium; PL 33, 521-547).
- 411 O jednym chrzcie przeciw Petylianowi (De unico baptismo contra Petilianum; PL 43:595-614; CSEL 53; BA 31)
- 412 Streszczenie rozmowy z donatystami (Breviliculus collationis cum Donatistis; CSEL 53; BA 32; PL 43:651-690) – tekst napisany dla wiernych po spotkaniu z donatystami w dniach 1-8 czerwca 411 r. w secretarium term w Kartaginie, z udziałem m.in. Biskupa Aureliusza ze strony katolickiej i Petyliana z Cyrty ze strony donatystów.
- 419-420 Przeciw Gaudencjuszowi, biskupowi donatystów (Contra Gaudentium Donatistarum episcopum; CSEL 53; PL 43, 707-758; BA 32)[21].
- Ważnym źródłem są także listy Augustyna[22].
- Inne[23].

### Dzieła powstałe w związku z kontrowersją pelagiańską
Rok 412, w którym Augustyn napisał traktat O karach za grzechy i ich odpuszczeniu oraz o chrzcie dzieci (De peccatorum meritis et remissione et de baptismo ), rozpoczął długoletnią polemikę biskupa Hippony z pelagianami. W jej trakcie powstało wiele traktatów, listów, homilii, w których Augustyn doprecyzował rozumienie grzechu pierworodnego oraz teologię łaski i wolnej woli. Ostatnim dziełem – przerwanym przez śmierć – był traktat polemiczny: Niedokończone dzieło przeciwko drugiej odpowiedzi Juliana (Contra secundam Iuliani responsionem imperfectum opus). Ważnym źródłem są także listy Augustyna.

### Pisma anty-ariańskie
Wśród pism polemicznych wobec Arianizmu są m.in. Przeciwko nauce Arian (Contra sermonem Arianorum) (418/419 r.) oraz dwa dzieła związane z dysputą z biskupem Gotów Maksyminem odbytą w 427/428 r.: Dyskusja z Maksyminem biskupem ariańskim oraz Przeciwko Maksyminowi (dwie księgi). Ważnym źródłem są także listy Augustyna.

### Pisma pastoralne
Do pism pastoralnych należy zaliczyć wiele homilii, komentarzy i listów na temat Pisma Świętego.

### Pisma dogmatyczne
Wśród dzieł poświęconych zagadnieniom teologii dogmatycznej, w których Augustyn objaśniał tajemnice wiary, są nauki dla katechumenów, teologia Trójcy Świętej (O Trójcy Świętej) czy wyjaśnienie sytuacji społeczno-duchowej Imperium Rzymskiego (Państwo Boże).

#### Chrystologia
Doktryna chrystologiczna Augustyna jest rozsiana po jego pracach. Jednym z nielicznych tekstów poświęconych całkowicie tej tematyce był list 137 napisany ok. 411-412 r. do młodego senatora Wolusiana, w odpowiedzi na jego prośbę o pomoc w odniesieniu się do krytyki chrześcijaństwa z powodu wyznawania wcielonego Boga. Kwestie chrystologiczne porusza także list 219 wysłany do biskupów Południowej Galii, którzy wygnali mnicha Leporiusza z powodu jego heretyckich poglądów. Augustyn w liście wyjaśniał biskupom problemy Leporiusza z rozumieniem Chrystusa. Również Kazanie 194 „W Święto Narodzenia Pańskiego” ukazuje poglądy Chrystologiczne biskupa Hippony. W sekcji pierwszej mówił:
Narodził się Chrystus,

Bóg z Ojca, człowiek z matki,

Z nieśmiertelności Ojca, z dziewictwa matki.

Z Ojca bez matki, z matki bez ojca.

Z Ojca bez czasu, z matki bez nasienia,

Z Ojca początek życia, z matki koniec śmierci.

Z Ojca kieruje wszystkimi dniami, z matki konsekruje ten dzień.

### Pisma i homilie objaśniające Pismo Święte
Oprócz pisanych komentarzy, Augustyn wygłaszał homilie z różnych okazji na tematy biblijne. Nie miały one charakteru systematycznego komentarza, mają raczej charakter wprowadzający w tajemnicę wiary, mistagogiczny, jak np. homilie do pism Janowych lub do psalmów, które zaliczane są do traktatów.

#### Objaśnienia Starego Testamentu
Wśród dzieł należy wymienić zwłaszcza komentarze do pierwszych trzech rozdziałów Księgi Rodzaju: Przeciwko manichejczykom komentarz do Księgi Rodzaju, Niedokończony komentarz słowny do Księgi Rodzaju oraz Komentarz słowny do Księgi Rodzaju. Wielotomowe Objaśnienia Psalmów (Enarrationes in Psalmos) Uwagi do Siedmioksięgu (Locutiones in Heptateuchum) oraz O problemach zachodzących w Siedmioksięgu (Quaestiones in H.) (419 r. ).

#### Homilie o Starym Testamencie
Wśród kazań o Starym Testamencie jest m.in.
- Kazanie 20 Do Psalmu 51,12: Stwórz we mnie, o Boże, serce czyste (wygłoszone po 391 r.), przekład z łaciny i oprac. Elżbieta Kolbus, "Vox Patrum", 32/33 (1997), s. 467-474.

#### Objaśnienia pism Nowego Testamentu
Są wśród nich zwłaszcza komentarze:
- O kazaniu Pana na górze[31][32] (393 r.)
- Komentarz do niektórych zdań z Listu do Rzymian (396 r. ?)
- Komentarz do Listu do Galatów (394-395 r.)
- Homilie na Ewangelię św. Jana (406-430 r.) i Listów Janowych (407-409 r.)
- Komentarz do Listu św. Jakuba (411 r.), to dzieło zaginęło[4].

#### Homilie o Nowym Testamencie
- 417-418 (tuż po Bożym Narodzeniu) Kazanie 51 Genealogia Chrystusa (De consonantia evangelistarum Matthaei et Lucae in Generationibus Domini; PL 38, 332-354, "Revue Benedictine" 91 (1981), 23-45, wydał P.P. Verbaken.
- (data ?) Kazanie 162 O słowach Apostoła (1 Kor 6,9-20): "wszelki grzech popełniony przez człowieka jest na zewnątrz ciała; kto zaś grzeszy rozpustą, przeciwko własnemu ciału grzeszy". (De verbis apostoli /1 cor 6, 9-20/: "omne peccatum quodcumque fecerit homo, extra corpus est; qui autem fornicatur, in corpus proprium peccat" /fragmentum/; PL 38, 885-889; Nuova Biblioteca Agostiniana (NBA) XXXI/2).

### Pisma z zakresu teologii moralnej
Wśród nich np. Chrześcijańska walka (De agone christiano), czy pisma poświęcone poszczególnym powołaniom, małżeństwu, dziewictwu, wdowieństwu, o cnotach powściągliwości, o mówieniu prawdy etc.

### Pisma i homilie na temat sakramentów, liturgii i świąt
Temat sakramentów można odnaleźć w pismach powstałych w trakcie kontrowersji manichejskiej i donatystycznej. M.in. w Przeciw Faustusowi, a także w różnych pismach pastoralnych, jak np. w Odpowiedziach Januariuszowi. Wiele o tym Augustyn mówił w kazaniach i homiliach.
- 410-415 Kazania o Symbolu (Sermones in traditione symboli 212-214[33], in reditione symboli 215), wydanie łacińsko-polskie, w: Symbol Apostolski w nauczaniu Ojców. L. Gładyszewski (przekład). Kraków: WAM, 2010, s. 68-117, seria: ŹMT 53. ISBN 978-83-7505-298-5..
- Wielkanoc 412-413 Kazanie 227 o sakramentach do nowo ochrzczonych – homilia wygłoszona do neofitów dzień Wielkanocy, będąca faktycznie katechezą mistagogiczną o Eucharystii[34][35][36].

### Inne homilie i kazania
Jest wiele zachowanych homilii Augustyna. Niektóre zostały odnalezione całkiem niedawno. Datowanie homilii podane jest m.in. w tabeli chronologicznej mów na stronie internetowej o Augustynie rzymskiego Instytutu Patrystycznego "Augustinianum".
Obszerny wybór homilii Augustyna w przekładzie na język polski został opublikowany w tomie XII serii Pisma Starochrześcijańskich Pisarzy.
Wybór mów : kazania świąteczne i okolicznościowe. Jan Jaworski (przekład), Emil Stanula (wstęp i oprac.). Warszawa: Akademia Teologii Katolickiej, 1973, s. 381..
Wśród kazań znajdują się następujące:
- Kazanie: O zniszczeniu miasta Rzymu, tłum i oprac. z j. angielskiego Kazimierz Obrycki, "Warszawskie Studia Teologiczne" 12/1 (1999), s. 157-170.

### Listy
Augustyn pisał listy w ciągu swej posługi pasterskiej na różne tematy. Są one ważnym źródłem poznania jego myśli. Chronologię listów podajemy według tabeli chronologicznej na stronie internetowej o Augustynie rzymskiego Instytutu Patrystycznego "Augustinianum".
- Listy 1-75. Pierwsze siedemdziesiąt pięć listów ze zbioru Augustynowego zostały zebrane, przetłumaczone na język polski i wydane w 1991 r. przez ks. Wacława Eborowicza. Pozycja ta miała pierwotnie stanowić pierwszy tom tłumaczenia całej epistolografii św. Augustyna w ramach niezrealizowanego projektu wydania „Dzieł Wszystkich” Augustyna planowanego przez Instytut Wydawniczy „Pax”[1]. W wydaniu tym znajdują się:
  - Listy 54-55: Odpowiedzi na zapytania Januariusza (Ad inquisitionem Ianuarii – epistulae 54-55 PL 33,199-223; CSEL 34.2) Zostały napisane ok. 400 r. W listach Augustyn podaje m.in. jedną z definicji swojego rozumienia sakramentu[39].
- Cztery listy do Bonifacego, biskupa Cataquas w Numidii:
  - List 98 List do Bonifacjusza (Ad Bonifatium) napisany ok. 408 r.; istotny list dla poznania augustyńskiej teologii sakramentów, szczególnie chrztu[40].
  - List 185 List do Bonifacjusza. Księga o naprawie /błędów/ donatystów, napisana na początku 417 r. Por. Sprostowania 2,48.
  - List 189 List do Bonifacjusza (Ad Bonifatium) napisany w 417 r. Przekład polski: Jan M. Krzemiński, w: Antologia listu starochrześcijańskiego. Leokadia Małunowiczówna (red.). Lublin: TN KUL, 1978, s. 136-142. (pol. • łac.).. Augustyn pisze w nim, m.in. o tym, że służba w wojsku nie jest zakazana przez Boga, nie jest tak, że „Bogu nie może się podobać człowiek, który pełni służbę wojskową”. Biskup podał w liście szereg przykładów z Pisma Świętego: Dawid, Setnik; Korneliusz. Żołnierze przychodzili do Jana Chrzciciela. On zaś „nie zakazał służyć w wojsku, nakazał tylko, by poprzestawali na swoim żołdzie” (189,4; por. Łk 4,14).
  - List 287 /17 w zbiorze listów wydanych przez J. Divjaka/ List do Bonifacjusza (Ad Bonifatium) napisany na początku 417 r.; przekład i oprac.: Jacek Pudliszewski. "Vox Patrum" 40/41 (2001), s. 515-517.
- List 186 (191) O łasce Bożej przeciw herezji pelagiańskiej (Alypius et Augustinus Paulino episcopo, Epistola 186) napisany ok. 417 r. Przekład i oprac. Anny Strzeleckiej, "Poznańskie Studia Teologiczne", 9 (2000), s. 53-74.
- List 190 (195) do Optata z Milewy O duszy ludzkiej i jej pochodzeniu napisany na przełomie lata i jesieni 418 r. Przekład i oprac. Kazimierza Obryckiego, "Roczniki Teologiczne Warszawsko-Praskie" 3 (2003), s. 161-190.
- Wybrane listy o charakterze kierownictwa duchowego[41]: Listy 208 (Do Felicji); 218 (do Palatyna); 243 (do Letusa); 247 (do Romulusa); 248 (do Sebastiana); 249 (do Restytuta); 250 (do Auksyliusza; 258 (do Marcjana); 259 (do Korneliusza); 262 (do Ekdycji); 263 (do Sapidy) w: Antologia listu starochrześcijańskiego. Jan M. Krzemiński (przekład); Leokadia Małunowiczówna (red.). Lublin: TN KUL, 1978, s. 143-198. (pol. • łac.).

### Reguły Augustyna
Przede wszystkim Reguła św. Augustyna. Używana w od czasów średniowiecza przez różne powstające wtedy wspólnoty zakonne, m.in. Kanoników Regularnych, Dominikanów, Paulinów i oczywiście Augustianów.

### Utwory poetyckie
Psalm przeciwko stronnictwu Donata (Psalmus contra partem Donati) wydany przez M. Petscheniga w kolekcji CSEL 51,1-15 w 1908 r. oraz Wiersz na cześć św. Nabora (Versus de S. Nabore), jedyny z przypisywanych uznany za autentyczny.

## Chronologia dzieł
Stale podejmowane są próby ustalenia chronologii dzieł Augustyna. Sam Augustyn dokonał tego w jednym z ostatnich swoich dzieł pt. Sprostowania.

### Badania nad chronologią
Miarodajną współczesną publikacją, ukazującą najnowszy stan badań nad chronologią twórczości Augustyna są tabele w encyklopedii Saint Augustine through the Ages: an Encyclopedia (wersja francuska: Saint Augustin - la Méditerranée et l'Europe : IVe-XXIe siècle):
- Tabela: Augustine's Works (Dates and Explanations). W: Saint Augustine through the Ages: an Encyclopedia. Allan D. Fitzgerald, O.S.A., (red. nacz.). Grand Rapids, Michigan: William B. Eerdmans, 1999, s. xlii-il. ISBN 978-0-8028-6479-6.
- Tabela: Epistulae/Letters. W: Saint Augustine through the Ages: an Encyclopedia. s. 299-305.
- Tabela: Sermones. W: Saint Augustine through the Ages: an Encyclopedia. s. 774-789.

Alan D. Fitzgerald OSA redaktor encyklopedii i profesor Instytutu Patrystycznego "Augustinianum" zamieścił tablice opracowane przez Williama Harmlessa, S.J. na swojej stronie internetowej.
Inne pozycje na ten temat:
- Artykuł w czasopiśmie Augustinus wydawanym przez hiszpańskich Augustianów (Orden de Agustinos Recoletos): José Anoz. Cronología de la producción agustiniana. „Augustinus”. 45 (2000). s. 229-312.[44].

- P.-M. Hombert: Nouvelles recherches de chronologie augustinienne. Paryż: Institut d'Études Augustiniennes, 2000, seria: Collection des Études Augustiniennes, Série Antiquité, 163. Brak numerów stron w książce

- A.-M. La Bonnardière, Recherches de chronologie augustinienne, Paryż 1965.

- Klasyczną pozycją jest przedwojenne kompleksowe opracowanie dominikanina, profesora rzymskiego Angelicum, omawiające dzieła zgodnie z porządkiem Sprostowań i poszerzone o dzieła nieujęte przez Augustyna: Seraphinus M. Zarb, O.P.: Chronologia operum S. Augustini secundum ordinem Retractationum digesta : cum appendice de operibus in Retractationibus non recensitis. Rzym: Pontificium Institutum "Angelicum", 1934, s. 90.

Chronologię przedstawiają również następujące dzieła:
- Schanz, Geschichte der Romischen Litteratur t. 3 (wyd 3e, 1922 r. ), t. 4.2 (1920);

- E. Portalié: Augustin (Saint). 1. Vie, oeuvre et doctrine. W: Dictionnaire de théologie catholique (DTC). Wyd. 3. T. 1/2. Paryż: 1923, s. kol. 2311-2314.

- Patrologia Latina t. 40, 396, nota a.

Ponadto, jest wiele artykułów dotyczących poszczególnych dzieł, np.:
- Anne-Marie La Bonnardière, Le date du «De Continentia» de Saint Augustin, "Revue des Études Augustiniennes" 5 (1957) 3, s.121-127.

Na temat chronologii Objaśnień Psalmów:
- St. Augustine on the Psalms. Hebgin, F. Corrigan (tłum. i oprac.). Westminster: 1960, s. 17-19, seria: Ancient Christian Writers (ACW) 29.

Chronologia kazań:
- C. Lambot, Les manuscrits des sermons de saint Augustin utilisés par les Mauristes, "Revue Bénédictine", 79 (1969), s. 108.

- Jacques Elfassi, Le sermon 150 de saint Augustin Édition critique et tentative de datation, "Revue des Études Augustiniennes", 45 (1999), s. 21-50.

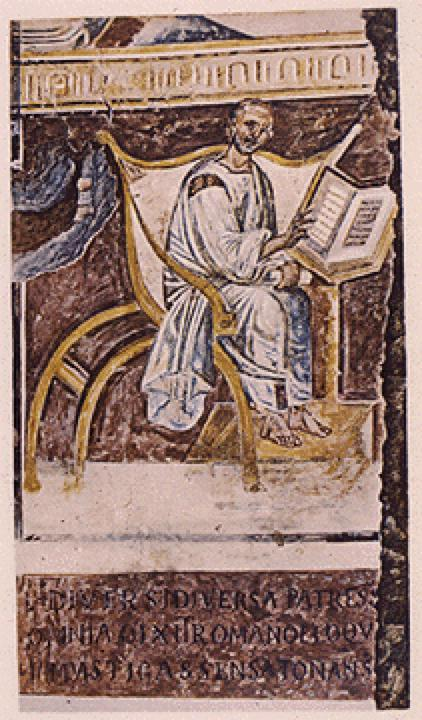
Augustyn przy pracy pisarskiej. Najstarszy znany jego portret (VI w.) w kaplicy przy sanktuarium Świętych schodów w pobliżu rzymskiej bazyliki św. Jana na Lateranie

### Lista wybranych dzieł z datą powstania i polskim przekładem
Większość dat powstania dzieł biskupa Hippony może być podana jedynie w przybliżeniu:
- 386 Przeciw akademikom (Contra academicos; PL[46] 32,905-958; CSEL[47] 63; CCL[48] 29; BA 4[49]), przeł. K. Augustyniak, [w:] tenże, Dialogi filozoficzne, Kraków 1999 Znak FiR, s. 57-150.
- 386 O życiu szczęśliwym (De beata vita; PL 32,959-976; CSEL 63; CCL 29, wyd. W. M. Green /1970/; BA 4), przeł. A. Świderkówna, [w:] tenże, Dialogi filozoficzne, Kraków 1999 Znak FiR, s. 15-50.
- 386 O porządku (De ordine; PL 32, 977-1020; CCL 29,87-137, wyd. W.M. Green /1970/; BA 4.1); przeł. J. Modrzejewski, [w:] tenże, Dialogi filozoficzne, Kraków 1999 Znak FiR[50], s. 155-234.
- 386/387 Solilokwia (Soliloquiorum libri duo; CSEL 89, 1-98, wyd. W. Hörmann /1986/), przeł. A. Świderkówna, [w:] tenże, Dialogi filozoficzne, Kraków 1999 Znak FiR, s. 239-305.
- 386-387 O nieśmiertelności duszy (De immortalitate animae, De inmortalitate animae; CSEL 89, 99-128, wyd. W. Hörmann /1986/; PL 32,1021-1034), przeł. L. Kuc, [w:] tenże, Dialogi filozoficzne, Kraków 1999 Znak FiR, s. 311-334.
- 387-388 O wielkości duszy (De quantitate animae; CSEL 89, 129-231, wyd. W. Hörmann /1986/; PL 32,1035-1080); przeł. D. Turkowska, [w:] tenże, Dialogi filozoficzne, Kraków 1999 Znak FiR, s. 335-408.
- 387-389 O obyczajach Kościoła Katolickiego i obyczajach manichejczyków (De moribus Ecclesiae catholicae et de moribus Manichaeorum libri duo; CSEL 90, s. 224, wyd. J.B. Bauer /1992/ ISBN 3-209-01222-9; PL 32,1309-1378).
- 388-389 Przeciwko manichejczykom komentarz do Księgi Rodzaju (De Genesi contra Manichaeos libri duo; PL 34, 173-219; CSEL 91, wyd. Dorothea Weber /1998/ ISBN 3-7001-2713-8), przeł. J. Sulowski, [w:] tenże, Pisma egzegetyczne przeciw manichejczykom, Warszawa 1980 ATK PSP[51] 25, s. 21-82.
- 388-395 O wolnej woli, (De libero arbitrio; CCL 29, 207-321, wyd. W. M. Green /1970/), przeł. Anna Trombala, [w:] tenże, Dialogi filozoficzne, Kraków 1999 Znak FiR, s. 493-649.
- 388-395 Księga osiemdziesięciu trzech kwestii (De diversis quaestionibus octoginta tribus, CCL 44A, 1-249, wyd. A. Mutzenbecher /1975/, przekł. pol. Ida Radziejowska, wyd. Wydawnictwo Marek Derewiecki, Kęty 2012, w serii dwujęzycznej Ad fontes, t. 26, pod red. Mikołaja Olszewskiego.).
- 389-391 O prawdziwej wierze, (De vera religione); PL 34,121-172; CSEL 77; CCL 32; BA 8; przeł. J. Ptaszyński, [w:] tenże, Dialogi filozoficzne, Kraków 1999 Znak FiR, s. 733-818.
- 391 O pożytku wiary, (De utilitate credendi liber; PL 42, 65-92; CSEL 25,1-48, wyd. J. Zycha /1891/); przeł. J. Sulowski, [w:] tenże, Pisma przeciw manichejczykom, Warszawa 1990 ATK PSP 54, s. 33-65.
- 392 Sprawozdanie z dyskusji z Fortunatem, (Contra Fortunatum disputatio; PL 42, 111-128; CSEL 25,81-112, wyd. J. Zycha /1891/); przeł. J. Sulowski, [w:] Pisma przeciw manichejczykom, Warszawa 1990 ATK PSP 54, s. 89-110.
- 392-393 O dwóch duszach (De duabus animabus contra Manichaeos; PL 42, 93-112; CSEL 25,52-80, wyd. J. Zycha /1891/), przeł. J. Sulowski, [w:] Pisma przeciw manichejczykom, Warszawa 1990 ATK PSP 54, s. 67-88.
- 393 O wierze i Symbolu (De fide et symbolo; CSEL 41, 1-32 wyd. J. Zycha /1900/; BA 9; PL 40:181-196); wydanie łacińsko-polskie, w: Symbol Apostolski w nauczaniu Ojców. L. Gładyszewski (przekład). Kraków: WAM, 2010, s. 15-59, seria: ŹMT 53. ISBN 978-83-7505-298-5.
- 393/394 O kazaniu Pana na górze (De sermone Domini in monte; CCL 35), przeł. ks. Stefan Ryznar CSsR, Jan Sulowski, [w:] O kazaniu Pana na górze. Do Symplicjana o różnych problemach. Problemy ewangeliczne, Warszawa 1991 ATK PSP 48, s. 21-130[32].
- 393-394 Niedokończony komentarz słowny do Księgi Rodzaju (De Genesi ad litteram imperfectus liber[52]; PL 34, 220-245; CSEL 28,457-503, wyd. J. Zycha /1894/), [w:] tenże, Pisma egzegetyczne przeciw manichejczykom, przeł. J. Sulowski, Warszawa 1980 ATK PSP 25, s. 83-112.
- 394 Przeciw Adimantowi uczniowi Maniego (Contra Adimantum Manichaei discipulum); PL 42,129-172; CSEL 25; BA 17.
- 394-395 Rozpoczęty komentarz do Listu do Rzymian (Epistulae ad Romanos expositio inchoata; CSEL 84, 143-181, wyd. J. Divjak /1971/).
- 394-395 Komentarz do Listu do Galatów (Epistolae ad Galatas expositionis liber unus; CSEL 84, 53-142, wyd. J. Divjak /1971/).
- 395 O kłamaniu (De mendacio; CSEL 41; BA 2; PL 40:487-518).
- 395-427[53] O nauce chrześcijańskiej (De doctrina christiana; CCL 32; CSEL 80, wyd. G. M. Green /1963/; BA 11, 149-541), przeł. J. Sulowski, [w:] O nauce chrześcijańskiej. Sprostowania, Warszawa 1979 ATK PSP 22, s. 17-134. Wydanie drugie, polsko-łacińskie: Warszawa 1989 IW Pax, s. 285,ISBN 83-211-1011-8.
- 396 Walka chrześcijańska (De agone christiano; CSEL 41, wyd. J. Zycha /1900/; PL 40), przeł. Władysław Budzik, [w:] Św. Augustyn, Pisma katechetyczne, Warszawa 1952, s. 228-258.
- 396-420 Objaśnienia psalmów (Enarrationes in Psalmos; CCL 34 oraz 38-40, wyd. E. Dekkers OSB, J. Fraipont /1956/), przeł. Jan Sulowski, oprac. Emil Stanula CSsR, Warszawa 1986 ATK PSP 37-42.
- 396 (?) Komentarz do niektórych zdań z Listu do Rzymian (Expositio quarundam propositionum ex epistola ad Romanos; CSEL 84, 1-52, wyd. J. Divjak /1971/).
- 397 Do Symplicjana o różnych problemach (De diversis quaestionibus ad Simplicianum, CCL 44, wyd. A. Mutzenbecher /1970/); przeł. ks. Stefan Ryznar CssR, Jan Sulowski, [w:] O kazaniu Pana na górze. Do Symplicjana o różnych problemach. Problemy ewangeliczne, Warszawa 1991 ATK PSP 48, s. 131-192.
- 397 Przeciw listowi Maniego, który nazywają «Listem podstawowym» (Contra epistolam Manichaei quam vocant fundamenti liber unus; CSEL 25,191-248, wyd. J. Zycha /1891/; PL 42, 173-205). Przekład polski: List, który nazywają «Listem podstawowym», przeł. J. Sulowski, w: Augustyn z Hippony, Pisma przeciw manichejczykom, Warszawa 1990 ATK PSP 54, s. 111-151.
- 397-398 Przeciw Feliksowi (Contra Felicem Manichaeum; PL 42:519-552; CCL 46).
- 397-399 Reguła (Regula ad servos Dei; wyd. Luc Verheijen OSA: La Règle de Saint Augustin, t. I-II, Paryż 1967 Wydawnictwo Études Augustiniennes), przeł. ks. Marek Starowieyski, [w:] dzieło zbiorowe, Starożytne reguły zakonne, Warszawa 1980 ATK PSP 26, s. 73-102. Inne wydanie: Św. Augustyn: Pisma Monastyczne. M. Starowieyski, P. Nehring (przekład). Kraków: Tyniec. Wydawnictwo Benedyktynów, 2002, s. 151-169, seria: Źródła monastyczne 27.
- 397-401 Wyznania (Confessiones, CCL 27, wyd. Lucas Verheijen OSA /1981/), przekład polski: Z. Kubiak, Kraków 1987, ISBN 978-83-240-0839-1.
- 398-400 Poemat Psalm przeciw stronnictwu Donata (Psalmus contra partem Donati, CSEL 51,1-15, wyd. M. Petschenig /1908/), przeł. ks. Stanisław Adamiak (duchowny), Biblica et Patristica Thoruniensia 10 (2017), 4, s. 450-460, https://doi.org/10.12775/BPTh.2017.022.
- 398-400[54] Przeciw Faustusowi (Contra Faustum Manichaeum; PL 42, 207-518; CSEL 25,247-797, wyd. J. Zycha /1891/).
  - Księgi I-XXI, przeł. Jan Sulowski, przejrz. i popr. ks. Jan Gliściński, Stanisław Kalinkowski, ks. Wincenty Myszor, ks. Kazimierz Obrycki, ks. Emil Stanula CssR, Warszawa 1991 ATK PSP 55, s. 272.
  - Księgi XXII-XXXIII, przeł. Jan Sulowski, [w:] Przeciw Faustusowi (księgi XXII-XXXIII). Przeciw Sekundynowi, Warszawa 1991 ATK PSP 56, s. 3-151.
- 399-405 O naturze dobra (De natura boni; PL 42, 551-572; CSEL 25, 853-889. wyd. J. Zycha /1892/), przeł. Maria Maykowska, [w:] tenże, Dialogi filozoficzne, Kraków 1999 Znak FiR, s. 829-863.
- 400 O zgodności Ewangelistów (De consensu Evangelistarum; CSEL 43), przeł. J. Sulowski, wstęp i oprac. E. Stanula CSsR, Warszawa 1989 ATK PSP 50, s. 267.
- 400 Początkowe nauczanie religii, dosł.: O początkujących, mających być katechizowanymi (De catechizandis rudibus; CCL 46, 115-178, wyd. I.B. Bauer /1969/; BA 11, -147), przeł. Władysław Budzik, [w:] św. Augustyn, Pisma katechetyczne, Warszawa 1952, s. 1-60.
- 400 O wierze w rzeczy niewidzialne (De fide rerum quae non videntur; PL 40:171-180; CCL 46; BA 8).
- 400 Przeciwko listowi Parmenianusa (Contra epistolam Parmeniani; CSEL 51; BA 28; PL 43,33-108).
- 400/401 O pracy mnichów (De opere monachorum; PL 40,547-582; CSEL 41; BA 3), przeł. Renata Szaszka, Św. Augustyn: Pisma Monastyczne. Kraków: Tyniec. Wydawnictwo Benedyktynów, 2002, s. 187-267, seria: Źródła monastyczne 27..
- 400/401 O chrzcie przeciw donatystom (De baptismo contra Donatistas; CSEL 51; BA 29; PL 43:107-244), tłumaczenie polskie: O chrzcie. A. Żurek (przekład). Kraków: Wydawnictwo WAM, 2006, s. 237, seria: Źródła Myśli Teologicznej 38. ISBN 83-7318-615-8..
- 400-405 Przeciwko listom Petyliana (Contra litteras Petiliani; CSEL 53; BA 30 PL 43,245-383.)
- 400-419 O Trójcy Świętej (De Trinitate; CCL 50 / 50A, wyd. W.J. Mountain, Fr. Gloire /1968/), przeł. Maria Stokowska, Poznań-Warszawa-Lublin 1963, POK[55] 25, s. 490.
- 401-415 Komentarz słowny do Księgi Rodzaju (De Genesi ad litteram libri duodecim, CSEL 28,1-435 wyd. J. Zycha /1894/; BA 48 i 49, przekł. franc., wstęp i przypisy: P. Agaësse, A. Solignac /1972/), przeł. J. Sulowski, [w:] tenże, Pisma egzegetyczne przeciw manichejczykom, Warszawa 1980 ATK PSP 25 s. 113-382.
- 401 Wartości małżeństwa (De bono coniugali; CSEL 41,185-231, wyd. J. Zycha /1900/; PL 40, 373-396), przeł. ks. Wacław Eborowicz, [w:] Pisma świętego Augustyna o małżeństwie i dziewictwie. Przekład i komentarz, red. ks. Augustyn Eckmann, Lublin 2003 Towarzystwo Naukowe KUL, s. 73-116.
- 401 O świętym dziewictwie (De sancta virginitate; CSEL 41,233-302, wyd. J. Zycha /1900/; PL 40, 397-428), przeł. Renata Bobel, Honorata Bojko, [w:] Pisma świętego Augustyna o małżeństwie i dziewictwie. Przekład i komentarz, red. ks. Augustyn Eckmann, Lublin 2003 Towarzystwo Naukowe KUL, s. 117-182. Inny przekład: O świętym dziewictwie. W: Św. Augustyn: Pisma Monastyczne. Przemysław Nehring (przekład). Kraków: Tyniec. Wydawnictwo Benedyktynów, 2002, s. 267-347, seria: Źródła monastyczne 27.
- 401 Przeciwko Kreskoniuszowi uczonemu donatyście (Contra Cresconium grammaticum donatistam libri quatuor; CSEL 52; BA 31; PL 43,445-594).
- po 404 r.[56] Przeciw Sekundynowi (Contra Secundinum Manichaeum; PL 42,577-602), przeł. Jan Sulowski, [w:] Przeciw Faustusowi (księgi XXII-XXXIII). Przeciw Sekundynowi, Warszawa 1991 ATK PSP 56, s. 161-193.
- 406/412 Wyjaśnienie sześciu kwestii przeciw poganom albo list 102 (Sex quaestiones contra paganos expositae seu Epistola 102; CSEL 34, 545-578, wyd. Al. Goldbacher /1895/; PL 33, 372-373).

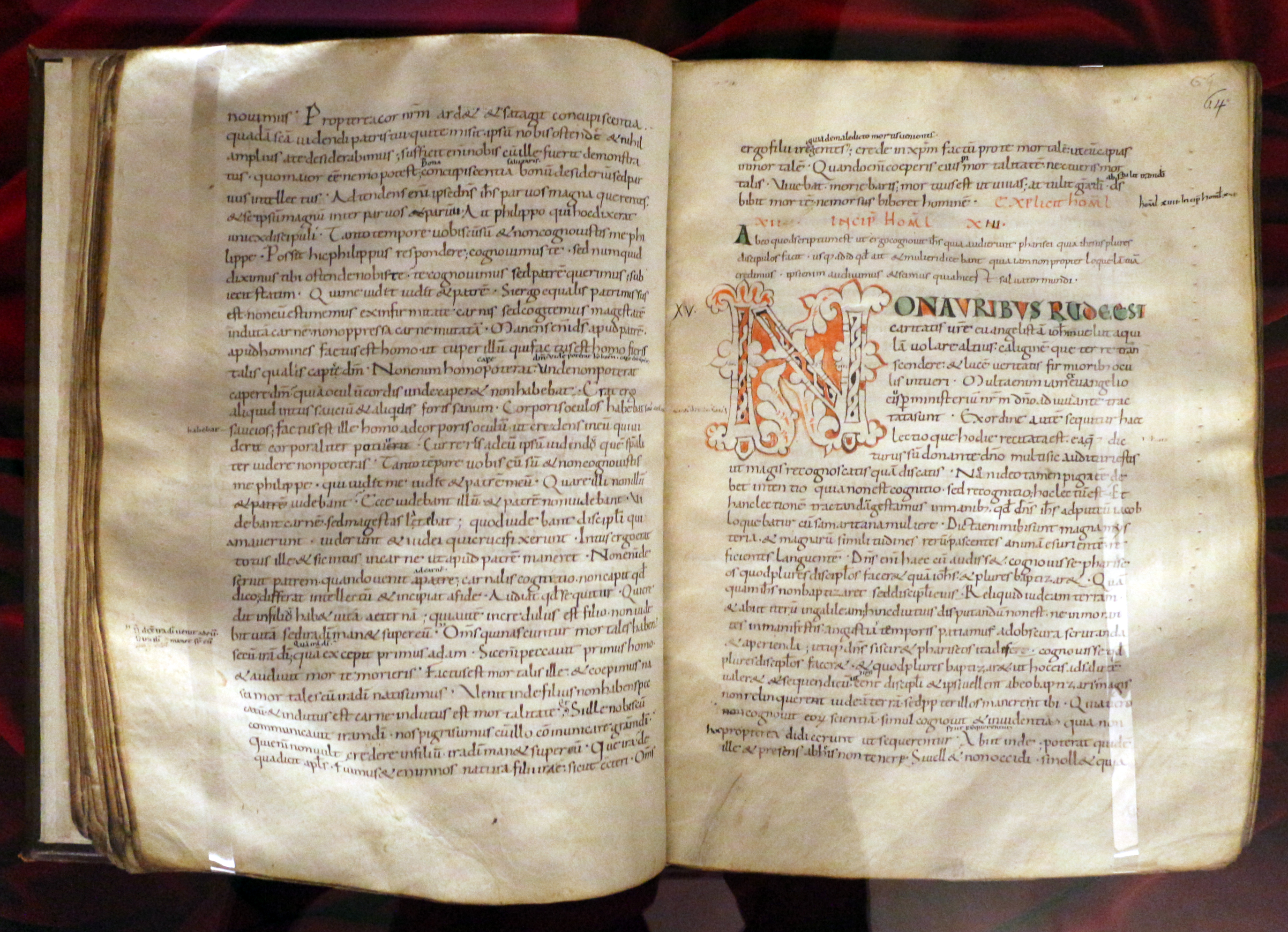
In evangelium Ioannis, ok. 1050-1100, Biblioteca Medicea Laurenziana, Florencja

- 406-430 Homilie na Ewangelię św. Jana (In Iohannis Evangelium tractatus centum viginti quatuor; CCL 36), przeł. Wł. Szołdrski CSsR, [w:] tenże, Homilie na Ewangelię i Pierwszy List św. Jana, Warszawa 1977 ATK PSP 15, cz. 1, s. 544, cz. 2, s. 9-379.
- 407-409 Homilie na Pierwszy List św. Jana (In epistolam Ioannis ad Parthos; PL 35, 1977-2062), [w:] tenże, Homilie na Ewangelię i Pierwszy List św. Jana, Warszawa 1974 ATK PSP 15 cz. 2, s. 381-502.
- 411 O doskonałym wdowieństwie (De bono viduitatis; CSEL 41,303-343, wyd. J. Zycha /1900/; PL 40, 429-450), przeł. ks. Tadeusz Gacia, [w:] Pisma świętego Augustyna o małżeństwie i dziewictwie. Przekład i komentarz, red. ks. Augustyn Eckmann, Lublin 2003 Towarzystwo Naukowe KUL, s. 183-222.
- 411 O jednym chrzcie przeciw Petylianowi (De unico baptismo contra Petilianum; PL 43:595-614; CSEL 53; BA 31) – polemika z donatystą, biskupem Petylianem.
- 412 O karach za grzechy i ich odpuszczeniu oraz o chrzcie dzieci (De peccatorum meritis et remissione et de baptismo parvulorum; CSEL 60, 1-151, wyd. C. F. Urba, J. Zycha /1913/).
- 412 Duch a litera (De spiritu et littera; CSEL 60, wyd. C. F. Urba, J. Zycha /1913/), przekład polski: W. Eborowicz, Warszawa: ATK 1977, s. 156, seria PSP 19 z.3.
- 412 Streszczenie rozmowy z donatystami (Breviliculus collationis cum Donatistis; CSEL 53; BA 32; PL 43:651-690)
- 412-413 Wiara i uczynki (De fide et operibus; PL 40,197-230; CSEL 41; BA 8), przeł. Władysław Budzik, [w:] tenże, Pisma katechetyczne, Warszawa 1952, s. 171-227.
- 413-427 Państwo Boże (De civitate Dei; CCL 47-48), przeł. Władysław Kubicki, Kęty 1998 Wydawnictwo ANTYK – Marek Derewiecki, s. 968.
- 414-415 O naturze i łasce (De natura et gratia; CSEL 60,231-299, wyd. C. F. Urba, J. Zycha /1913/; PL 44 271).
- 415 Odpowiedź świętego Augustyna na memoriał Orozjusza w sprawie błędów Pryscylian i Orygenistów (Contra Priscillianistas et Origenistas; PL 42:669-678; CCL 49), przekład polski i opracowanie: Kazimierz Obrycki, "Roczniki Teologiczne Warszawsko-Praskie", 2 (2002), s. 143-170.
- 415-416 Doskonała sprawiedliwość człowieka (De perfectione iustitiae hominis; CSEL 42, 1-48, wyd. C. F. Urba, J. Zycha /1902/; PL 44, 291-318), przekład polski, wstęp i komentarze: ks. Wacław Eborowicz, Warszawa: Oficyna Edytorska CIVITAS, 1992 (wyd. 2).
- 417 Dzieje procesu Pelagiusza (De gestis Pelagii; PL 44,319-360; CSEL 42, 50-122, wyd. C. F. Urba, J. Zycha /1902/), przeł. ks. Kazimierz Obrycki, [w:] Grzech Pierworodny, Kraków 1999 ŹMT[57] 12, s. 191-274.
- 418 O cierpliwości (De patientia; PL 40,611-626 CSEL 41; BA 2), przeł. Zbigniew Wróbel. "Vox Patrum" 36/37 (1999), s. 477-495.
- 418 O łasce Chrystusa i grzechu pierworodnym (De gratia Christi et de peccato originali; CSEL 42, 123-206, wyd. C. F. Urba, J. Zycha /1902/; PL 44, 359-410).
- 418 O powściągliwości (De continentia; CSEL 41, 139-183, wyd. J. Zycha /1900/; PL 40, 349-372), przeł. ks. Sylwester Laskowski, [w:] Pisma świętego Augustyna o małżeństwie i dziewictwie. Przekład i komentarz, red. ks. Augustyn Eckmann, Lublin 2003 Towarzystwo Naukowe KUL, s. 299-342.
- 418-419 Przeciw homilii ariańskiej (Contra sermonem Arianorum; CSEL 92, wyd. M. J. Suda /Wiedeń 2000/ ISBN 3-7001-2900-9)
- 419 O problemach zachodzących w Siedmioksiągu (Quaestiones in Heptateuchum; CSEL 39, wyd. J. Zycha, reprint 2013 ISBN 978-3-7001-7523-0).
- 419-420 Przeciw Gaudencjuszowi, biskupowi donatystów (Contra Gaudentium Donatistarum episcopum; CSEL 53; PL 43, 707-758; BA 32).
- 419-420 Cudzołożne małżeństwa (Ad Pollentium de adulterinis coniugiis libri duo, CSEL 41,345-410, wyd. J. Zycha /1900/; PL 40, 451-486), przeł. ks. Sylwester Laskowski, [w:] Pisma świętego Augustyna o małżeństwie i dziewictwie. Przekład i komentarz, red. ks. Augustyn Eckmann, Lublin 2003 Towarzystwo Naukowe KUL, s. 223-297. Pollencjusz uważał, że cudzołóstwo – powodujące duchową śmierć duszy – na podobieństwo śmierci fizycznej miało moc niszczenia (rozwiązywania) węzła małżeńskiego[58].
- 419-420 Małżeństwo i pożądliwość (De nuptiis et concupiscentia libri duo; PL 44, 413-474; CSEL 42, 207-319, wyd. C. F. Urba, J. Zycha /1902/), przekład polski: Małżeństwo i pożądliwość (księga I), przeł. Krzysztof Kościelniak OFMConv, [w:] Pisma świętego Augustyna o małżeństwie i dziewictwie. Przekład i komentarz, red. ks. Augustyn Eckmann, Lublin 2003 Towarzystwo Naukowe KUL, s. 343-390.
- 419-420 Przeciw nieprzyjaciołom Prawa i Proroków (Contra adversarium legis et prophetarum; PL 42:603-666; CCL 49).
- 420 Przeciwko dwom listom pelagian (Contra duas epistulas Pelagianorum; PL 40:517-638; CSEL 60,421-570, wyd. C. F. Urba, J. Zycha /1913/; BA 23).
- 420 Przeciw kłamaniu (Contra mendacium; CSEL 41; PL 40:517-548; BA 2).
- 420-422 O trosce wobec zmarłych (De cura pro mortuis gerenda; CSEL 41; PL 40:591-610; BA 2).
- 421 Przeciw Julianowi (Contra Iulianum; PL 44, 641-874), przeł. ks. Wacław Eborowicz, Warszawa 1977 ATK PSP 19, z. 1 s. 236, z. 2 s. 258.
- 421 Podręcznik dla Wawrzyńca, czyli o wierze, nadziei i miłości (Enchiridion ad Laurentium de fide et spe et caritate; CCL 46,49-114, wyd. E. Evans, 1969), przeł. Władysław Budzik, [w:] św. Augustyn, Pisma katechetyczne, Warszawa 1952, s. 77-170.
- 421 O naturze i pochodzeniu duszy (De natura et origine animae libri quattuor; CSEL 60, 301-420, wyd. C. F. Urba, J. Zycha /1913/; PL 44, 475-548; BA 22).
- 425? O wyznaniu wiary do katechumenów (De symbolo ad catechumenos; CCL 46; PL 40,627-636), przeł. Władysław Budzik, [w:] św. Augustyn, Pisma katechetyczne, Warszawa 1952, s. 61-76.
- 426-427 Nagana i łaska (De correptione et gratia; CSEL 92, wyd. G. Folliet /Wiedeń 2000/ ISBN 3-7001-2900-9; PL 44, 915-946), przeł. Wacław Eborowicz, [w:] Augustyn, Łaska, wiara, przeznaczenie, Poznań 1971 POK 27, s. 169-205.
- 426-427 Sprostowania (Retractationum libri duo; CCL 57), przeł. Jan Sulowski, [w:] tenże, O nauce chrześcijańskiej. Sprostowania, Warszawa 1979 ATK PSP 22, s. 181-287.
- 426-427 Łaska a wolna wola (De gratia et libero arbitrio; BA 24; PL 44,881-912, przeł. Wacław Eborowicz, [w:] Augustyn, Łaska, wiara, przeznaczenie, Poznań 1971 POK 27.
- 428-429 O przeznaczeniu świętych (De praedestinatione sanctorum, BA 24; PL 44,959-992), przeł. Wacław Eborowicz, [w:] Augustyn, Łaska, wiara, przeznaczenie, Poznań 1971 POK 27.
- 428-429 Dar wytrwania, do Prospera i Hilarego (De dono perseverantiae liber ad Prosperum et Hilarium; PL 45,993-1034; BA 24,600-765, kom. i przekład franc. Jean Chéné /1962/); przeł. Wacław Eborowicz, [w:] Łaska, wiara, przeznaczenie, Poznań 1971 POK 27, s. 335-385.
- 429-430? O pożytku płynącym z poszczenia (De utilitate ieiunii, CCL 46, 225-241, wyd. S.D. Ruegg /1969/; BA 2, 513-539, PL 40,669-678).
- 429-430 Niedokończone dzieło przeciwko drugiej odpowiedzi Juliana (Contra secundam Iuliani responsionem imperfectum opus, CSEL 85/1 /księgi 1-3/, wydali E. Kalinka, M. Zelzer, 1974; CSEL 85/2 /księgi 4-6/, wydała M. Zelzer, 2004).
- ok. 429-430 (pod koniec życia[59]) Traktat przeciwko Żydom (Adversus Iudaeos; wyd. J. L. Bazant Hegermark, Aur. Augustini liber ad Orosium... sermo aduersus Iudaeos (rozprawa), Wiedeń 1969, s.24-63[60]; PL 42,51-64), przekład polski: Jan Iluk. Augustyna, biskupa Hippony, rozprawa o Żydach i judaizmie (wstęp i przekład). „Przegląd Religioznawczy”. Nr 2. 208 (2003). s. 65-83..

## Wartość literacka dzieł Augustyna
Filologowie klasyczni przez długi czas nie doceniali wartości literackiej dzieł Augustyna, jak i innych Ojców Kościoła, podchodząc do autorów chrześcijańskich nieufnie. Dzieła patrystyczne były traktowane przede wszystkim jako źródła ważne dla badań teologicznych. Tymczasem święty Augustyn, starannie wykształcony w kulturze i literaturze klasycznej, dbał o formę i styl swoich utworów, stosując powszechnie takie środki wyrazu, jak aliteracje, rymy. Jeden z przykładów rymu w traktacie teologicznym, mówiącym o doskonałości pożycia seksualnego w raju, które nie naruszałoby dziewictwa: ...et eo modo non esset dolor et cruor virginis concumbentis, quomodo non esset etiam matris gemitus parientis. (De gratia Christi et de peccato originali, II, 35.40; PL 44, 405), powtórzenia, zróżnicowanie stylu etc. Ilustruje to następujący fragment z Objaśnienia Psalmu 143: „Uznaj porządek, szukaj pokoju. Ty Bogu, tobie cielesność. Cóż sprawiedliwszego? Cóż piękniejszego? Ty większemu, mniejsze tobie: służ Temu, kto ciebie uczynił, aby służyło tobie to, co uczyniono ze względu na ciebie”. Augustyn jako pierwszy wprowadził do literatury europejskiej autobiografię intelektualną – Wyznania. Dzieła Augustyna porządkuje się dwojako: chronologicznie i merytorycznie. Klasyfikacja chronologiczna ma za zadanie pomóc w śledzeniu rozwoju poglądów Augustyna na dany temat. Uporządkowanie merytoryczne pomaga studiować jego doktrynę w odniesieniu do konkretnych zagadnień, w które się angażował zależnie od etapu życia, zajęć czy posług, jakie pełnił w Kościele. Jak zawsze z klasyfikacją, nie jest ona zbyt rygorystyczna, niektóre dzieła można zakwalifikować do kilku kategorii jednocześnie.

### Spisy bibliografii
- Do 2004 r.: Pełna lista polskich przekładów dzieł Augustyna z Hippony – Wojciech Stawiszyński: Bibliografia patrystyczna 1901-2004. Kraków: Homini, 2005, s. 81-145. ISBN 83-89598-96-5..
- Do roku 1971: Wacław Eborowicz: Augustyn. W: Słownik wczesnochrześcijańskiego piśmiennictwa. Poznań: 1971. Brak numerów stron w książce, lista dzieł Augustyna – strony 63-69, opracowania polskie – s. 79-81.
- Obszerną bibliografię zawiera podręcznik patrologii: Altaner B., Stuiber A.: II. Pisma Augustyna. W: Tenże: Patrologia. Życie, pisma i nauka Ojców Kościoła. Paweł Pachciarek (przekład). Warszawa: IW PAX, 1990, s. 547-569.

- Bavel, T., Van der Zande, F.: Repertoire bibliographique de Saint Augustin 1950-1960. The Hague: 1963. Brak numerów stron w książce
- C. Andresen: Bibliographia Augustiniana. Darmstadt 1973. Brak numerów stron w książce
- Ponadto roczne listy publikowane w czasopiśmie paryskim Revue d' Etudes Augustiniennes et Patristiques. [dostęp 2012-08-28]. [zarchiwizowane z tego adresu (2012-09-22)].
- Clavis Patrum Latinorum: Editio altera, E. Dekkers, E. Gaar (red.), The Hague: 1961, seria: Corpus Christianorum (CCL)

### Indeksy, encyklopedie, słowniki
- Augustinus-Lexicon. C. Mayer i in. (red.). Bazylea: 1986. Brak numerów stron w książce
- Enchiridion Theologicum S. Augustini. Francisco Moriones (red.). Madryt: 1961, s. 743, seria: Biblioteca de Autores Cristianos 205.
- Index generalis in omnia Opera – S. Augustinus, Hipponensis Episcopus. J.P. Migne (red.). T. 46. Paryż: 1865, s. 43-679, seria: Patrologia Latina.
- Indice Analitico Generale. Franco Monteverde, Elena Passarini (oprac.). T. XLIV/1-6 (sześć tomów). Rzym: Città Nuova, 2007-2011, seria: Opera Omnia di Sant'Agostino. Brak numerów stron w książce
- Saint Augustine through the Ages: an Encyclopedia. Allan D. Fitzgerald, O.S.A., (red. nacz.), Jaroslav Pelikan (przedmowa). Grand Rapids, Michigan: William B. Eerdmans, 1999. Encyklopedia ukazała się również w innych językach: włoskim, francuskim.
- Thesaurus Augustinianus. Turnhout: Brepols, 1988, seria: CCL. Brak numerów stron w książce

### Opracowania
- Altaner B., Stuiber A.: II. Pisma Augustyna. W: Tenże: Patrologia. Życie, pisma i nauka Ojców Kościoła. Paweł Pachciarek (przekład). Warszawa: IW PAX, 1990, s. 547-569.
- Cipriani N.. Oskarżenie Augustyna o manicheizm przez Juliana z Eklanum. „Vox Patrum”. 8 (1988). s. 333-350.
- Berrouard M.-F. Exégèse augustinienne de Rom., 7, 7-25 entre 396 et 418 avec de remarques sur les deux premières périodes de la crise «pélagienne». „Recherches Augustiniennes”. 16 (1981), s. 101-199. Paryż: Études augustiniennes. ISBN 2-85121-040-8.
- Brian E. Daley SJ: Christology. W: Augustine through the Ages: an Encyclopedia. Allan D. Fitzgerald, O.S.A., (red. nacz.). Grand Rapids, Michigan: William B. Eerdmans, 1999, s. 164-169. ISBN 978-0-8028-6479-6.
- Eborowicz W.: O naturze dobra - wstęp. W: Św. Augustyn: Dialogi filozoficzne. Kraków: Znak, 1999, s. 819-828, seria: FiR. ISBN 83-7006-681-X.
- Eborowicz W.: Polemika religijna w Listach św. Augustyna. W: Św. Augustyn: Listy. W. Eborowicz (przekład). Pelplin: Mała Poligrafia WSD Pelplin, 1991, s. 48-88.
- Kornatowski W.: Społeczno-polityczna myśl św. Augustyna. Warszawa: PAX, 1965, s. 308.
- Kowalczyk S.: Człowiek i Bóg w nauce świętego Augustyna. Warszawa: ODiSS, 1987, s. 276. ISBN 83-7012-008-3.
- Kowalczyk S.: Ciało człowieka w refleksji filozoficznej. Lublin: KUL, 2009, s. 206. ISBN 978-83-7363-799-3.
- Madec G.. Sur une nouvelle introduction à la pensée d'Augustin. „Revue des Etudes Augustiniennes”. 38 (1982 N° 1-2). s. 100-111. ISSN 0035-2012.
- John J. O’Meara: Introductory Note. The Confessions. W: Tenże: The Young Augustine. Wyd. 2 (przejrzane i uzupełnione). Nowy Jork: Alba House, 2001, s. XV-XXXIV. ISBN 0-8189-0833-5.
- Portalié E.: Augustin (Saint). 1. Vie, oeuvre et doctrine. W: Dictionnaire de théologie catholique (DTC). Wyd. 3. T. 1/2. Paryż: 1923, s. kol. 2268-2472.
- Schmitt É.: Le mariage chrétien dans l'oeuvre de Saint Augustin. Une théologie baptismale de la vie conjugale. Paryż: Études Augustiniennes, 1983, s. 318.
- Thonnard F.-J. Augustinisme et Thomisme comme Philosophies Chrétiennes. „Revue des études augustiniennes”. 6 (1960). s. 255-258. Paryż. ISSN 0035-2012. (fr.).Sprawdź autora:1.
- Thonnard F.-J. La philosophie et sa méthode rationnelle en augustinisme. „Revue des études augustiniennes”. 6 (1960). s. 11-30. Paryż. ISSN 0035-2012. (fr.).Sprawdź autora:1.
- Trapè A.: S. Agostino: Introduzione alla Dottrina della Grazia. T. I. Natura e Grazia oraz t. II. Grazia e Libertà. Rzym: Città Nuova, 1990, seria: Collana di Studi Agostiniani 4. Brak numerów stron w książce
- Trapè A.: Święty Augustyn - człowiek, duszpasterz, mistyk. J. Sulowski (przeł.). Warszawa: IW "PAX", 1987, s. 358.
- Wojtyła K.: Dobro i wartość. W: Tenże: Wykłady Lubelskie. Lublin: TN KUL, 1986, s. s. 75-178, seria: Źródła i monografie 120 (Człowiek i moralność 3). Wydanie 2: Lublin 2006, ISBN 83-7306-296-3